# Crinitzberg
Die Gemeinde Crinitzberg mit ihren Ortsteilen Bärenwalde, Lauterhofen und Obercrinitz liegt im sächsischen Landkreis Zwickau. Sie gehört zur Verwaltungsgemeinschaft Kirchberg.

## Geografie

### Geografische Lage
Bärenwalde liegt im Rödelbachtal. Obercrinitz und Lauterhofen liegen im benachbarten Crinitztal. Zwischen Obercrinitz und Bärenwalde befindet sich der namensgebende Crinitzberg (573 m ü. NN), welcher beide Täler voneinander trennt. Die Orte liegen im Kirchberger Granitgebiet auf einer Höhe von 400 bis 610 m ü. NN.
Schneeberg liegt 10 km nordöstlich, Reichenbach 16 km westlich und Zwickau 19 km nördlich.

### Nachbargemeinden- und orte
|                                     | Stadt Kirchberg im Landkreis Zwickau        |                                                           |
|                                     | Kompassrose, die auf Nachbargemeinden zeigt | Gemeinde Hartmannsdorf bei Kirchberg im Landkreis Zwickau |
| Gemeinde Steinberg im Vogtlandkreis |                                             | Gemeinde Stützengrün im Erzgebirgskreis                   |

In diesen Gemeinden grenzen folgende Ortsteile an die Gemeinde:
| Wolfersgrün | Giegengrün                                  | Hartmannsdorf bei Kirchberg |
| Stangengrün | Kompassrose, die auf Nachbargemeinden zeigt |                             |
| Wildenau    | Rothenkirchen                               | Lichtenau                   |

### Gemeindegliederung
Crinitzberg besteht aus drei Ortsteilen:
- Bärenwalde
- Obercrinitz mit Herlagrün
- Lauterhofen mit Lauterholz

## Geschichte

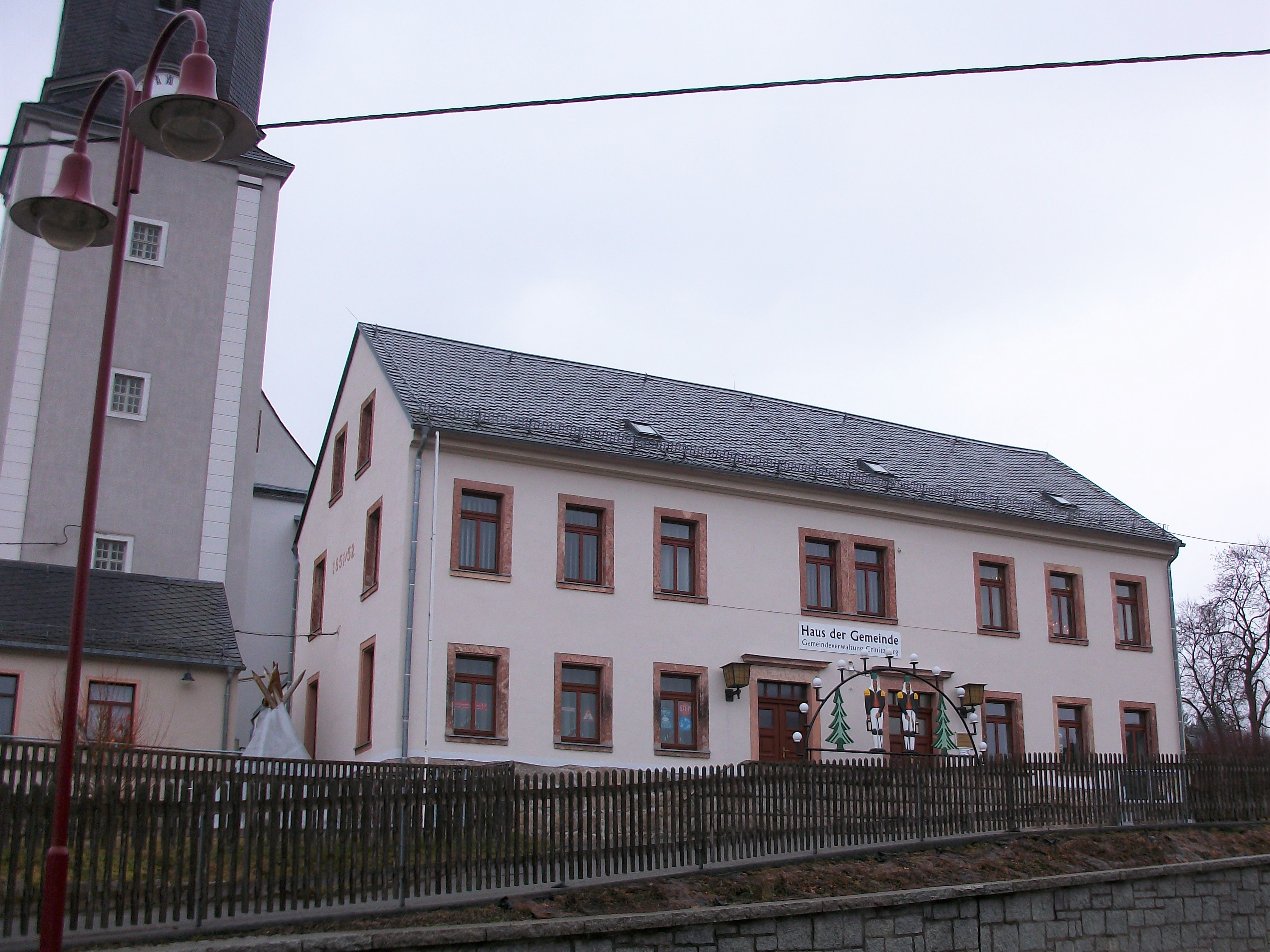
Gemeindeamt Crinitzberg in Bärenwalde

### Eingemeindungen
1912 wurde Lauterholz von Hirschfeld nach Lauterhofen umgemeindet. 1950 wurde Herlagrün von Wildenau nach Obercrinitz umgemeindet. 1970 erfolgte die Eingemeindung Lauterhofens nach Obercrinitz. 1994 schlossen sich Obercrinitz und Bärenwalde zur neuen Gemeinde Crinitzberg zusammen, wobei Lauterhofen seinen Ortsteilstatus zurückbekam.

### Einwohnerentwicklung
| 2018: 1.916 |
| 2019: 1.874 |

## Politik

### Gemeinderat
Seit der Gemeinderatswahl am 9. Juni 2024 verteilen sich die 12 Sitze des Gemeinderates folgendermaßen auf die einzelnen Gruppierungen:
- BÜKO – Freie Wähler Crinitzberg: 12 Sitze

| Gemeinderatswahl 2024Insgesamt 12 Sitze - BÜKO: 12 | Wahlvorschlag                   | 2024   | 2024   | 2019   | 2019   | 2014   | 2014   |
| Gemeinderatswahl 2024Insgesamt 12 Sitze - BÜKO: 12 | Wahlvorschlag                   | Sitze  | in %   | Sitze  | in %   | Sitze  | in %   |
| Gemeinderatswahl 2024Insgesamt 12 Sitze - BÜKO: 12 | BÜKO – Freie Wähler Crinitzberg | 12     | 99,7   | 11     | 88,4   | 11     | 73,5   |
| Gemeinderatswahl 2024Insgesamt 12 Sitze - BÜKO: 12 | CDU                             | –      | –      | 1      | 11,6   | 3      | 24,6   |
| Gemeinderatswahl 2024Insgesamt 12 Sitze - BÜKO: 12 | FDP                             | –      | –      | –      | –      | –      | 1,9    |
| Gemeinderatswahl 2024Insgesamt 12 Sitze - BÜKO: 12 | Einzelvorschläge                | –      | 0,3    | –      | –      | –      | –      |
| Gemeinderatswahl 2024Insgesamt 12 Sitze - BÜKO: 12 | Wahlbeteiligung                 | 74,6 % | 74,6 % | 63,7 % | 63,7 % | 53,1 % | 53,1 % |

### Bürgermeister
Bürgermeister der Gemeinde Crinitzberg ist Steffen Pachan (BÜKO). Seit er 1990 Bürgermeister von Obercrinitz wurde, übt er das Ehrenamt des Bürgermeisters aus. Zuletzt bei der Wahl am 12. Juni 2022 wurde er mit einem Stimmenanteil von 66,8 % für weitere sieben Jahre in seinem Amt bestätigt.
| Wahl | Bürgermeister  | Vorschlag | Wahlergebnis (in %) |
| ---- | -------------- | --------- | ------------------- |
| 2022 | Steffen Pachan | BÜKO      | 66,8                |
| 2015 | Steffen Pachan | BÜKO      | 96,8                |
| 2008 | Steffen Pachan | BÜKO      | 68,5                |
| 2001 | Steffen Pachan | BÜKO      | 60,6                |
| 1994 | Steffen Pachan | BK C      | 52,0                |

### Ortspartnerschaften
Seit September 1991 besteht eine Partnerschaft mit Alsbach-Hähnlein in Hessen. Auch die Freiwilligen Feuerwehren von Hähnlein und Obercrinitz unterhalten seit 1992 partnerschaftliche Beziehungen. Die Bärenwalder Freiwillige Feuerwehr steht hingegen in Kontakt zu der Gemeinde Modautal, die wie Alsbach-Hähnlein ebenfalls im Landkreis Darmstadt-Dieburg liegt.

## Religionen
Die ev.-luth. Kirchgemeinde Bärenwalde gehört mit dem Nachbarort Lichtenau im Erzgebirgskreis zu einem Kirchspiel mit der Gemeinde in Hartmannsdorf bei Kirchberg im Kirchenbezirk Zwickau. Die Ev.-Luth. Kirchgemeinde St. Johannis in Obercrinitz mit Lauterhofen bildet ein Schwesterkirchverhältnis mit den Nachbargemeinden in Wildenau (Vogtlandkreis) und Stangengrün innerhalb der Ephorie Zwickau. In Obercrinitz gibt es weiterhin eine Landeskirchliche Gemeinschaft und eine Brüdergemeinde.

## Öffentliche Einrichtungen
Das Gemeindeamt der Gemeinde Crinitzberg befindet sich im Ortsteil Bärenwalde. Dort besteht seit 2004 auch eine Außenstelle der Stadt Kirchberg, mit der Crinitzberg eine Verwaltungsgemeinschaft hat.

### Bildung
In Bärenwalde befindet sich eine Grundschule in freier Trägerschaft. Die Mittelschule Obercrinitz wurde Mitte des ersten Jahrzehnts des 21. Jahrhunderts geschlossen.

## Verkehr
Bärenwalde liegt im Rödelbachtal an der Straße von Kirchberg nach Rothenkirchen. Obercrinitz und Lauterhofen liegen im benachbarten Crinitztal.
Seit 1893 hatten Bärenwalde und Obercrinitz mit je einem Bahnhof Anschluss an die Schmalspurbahn Wilkau-Haßlau–Carlsfeld. Die Streckenstilllegung auf dem Abschnitt zwischen Saupersdorf bei Kirchberg und Rothenkirchen erfolgte im Jahre 1970.

## Kultur und Sehenswürdigkeiten
- Liste der Kulturdenkmale in Crinitzberg

### Naturschutz
- Siehe auch: Liste der Naturdenkmale in Crinitzberg

## Wirtschaft und Infrastruktur
In der Gemeinde Crinitzberg gibt es ein Gewerbegebiet.

## Persönlichkeiten

### Söhne und Töchter der Gemeinde
- Rudolf Dittrich (* 1855 in Bärenwalde; † 1929 in Leipzig), Politiker, Oberbürgermeister von Plauen (1893 bis 1900) und Leipzig (1908 bis 1917)
- Gertrud Drechsler (* 1896 in Bärenwalde; † 1984 in Kirchberg), Mundartdichterin des westlichen Erzgebirges.
- Gottfried K. Wehner (* 1910 in Bärenwalde; † 1996 in Gauting), Physiker
- Frank Bretschneider (* 1956 in Obercrinitz), Musiker und Videokünstler